# Molophilus subtenebricosus
Molophilus subtenebricosus är en tvåvingeart som beskrevs av Alexander 1931. Molophilus subtenebricosus ingår i släktet Molophilus och familjen småharkrankar.
Artens utbredningsområde är Colombia. Inga underarter finns listade i Catalogue of Life.